# Marcin Altomonte
Marcin Altomonte, właściwie Martin Altomonte zwany Hohenberg (ur. 8 maja 1657 w Neapolu, zm. 14 września 1745 w Heiligenkreuzerhof w Austrii) – malarz pochodzenia włoskiego, działający w Polsce i Austrii.
Ojciec malarza Bartolomeo Altomontego.

## Życiorys
Marcin Altomonte pojawił się w Polsce w 1684, wkrótce po wiktorii wiedeńskiej; w 1690 został nadwornym malarzem króla Jana III Sobieskiego. W 1684 przybył do Polski i poświęcił się ozdabianiu królewskich rezydencji, m.in. Wilanowa, Podhorców, Żółkwi oraz kościołów (np. w Świętej Lipce, Wilnie, Krakowie).
Później przeniósł się do Wiednia, gdzie został malarzem dworu cesarskiego. Malował obrazy batalistyczne i religijne. Do bardziej znanych należą: Bitwa pod Wiedniem, Bitwa pod Ostrzykomiem, Ofiara Abrahama i Addolorata. Był też autorem szkiców i rysunków, np. Widok Placu Zamkowego.
Do kościoła w Świętej Lipce namalował następujące obrazy:
- Matka Boska Bolesna – sygnowany z datą 1699. Jest to główny obraz na pierwszym ołtarzu od strony prezbiterium przy filarze oddzielający nawę główną od nawy północnej.
- Chrystus Ukrzyżowany – obraz nie sygnowany. Ze względu na technikę wykonania uznawany jest przez historyków sztuki za dzieło Altomonte. Obraz znajduje się w ołtarzu równoległym do ołtarza M.B. Bolesnej, przy filarze oddzielającym nawę główną od nawy południowej.
- Święty Józef – obraz sygnowany, bez daty. Obraz jest na drugim ołtarzu od strony prezbiterium, za ołtarzem M.B. Bolesnej.
- Święta Anna – obraz sygnowany z datą 1700. Obraz jest w ołtarzu, przy drugim filarze od strony prezbiterium i po południowej stronie nawy głównej.

Niezależnie od czterech głównych obrazów ołtarzowych Altomontemu przypisuje się autorstwo mniejszych. Należą do nich: na ołtarzu M.B. Bolesnej Zdjęcie z Krzyża, Upadek pod Krzyżem i Św. Ludwik na koniu oraz małe obrazy na pozostałych trzech wymienionych wyżej ołtarzach bocznych z wyjątkiem małego obrazu nad św. Józefem.
Altomonte jest autorem także dwóch ogromnych obrazów batalistycznych dla kościoła w Żółkwi: Bitwa pod Wiedniem i Bitwa pod Parkanami. Oba obrazy zostały dzięki polskim funduszom odrestaurowane w Warszawie, jednak musiały wrócić do Lwowskiej Galerii Sztuki i wbrew obietnicom strony ukraińskiej nie zostały one umieszczone na swoim prawowitym miejsce w żółkiewskiej farze.
W Wiedniu namalował m.in. obraz w ołtarzu głównym w kościele św. Piotra.

## Galeria

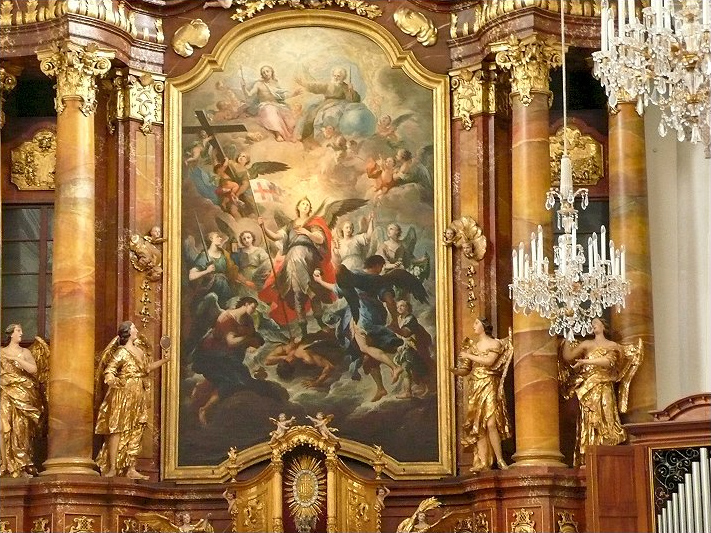
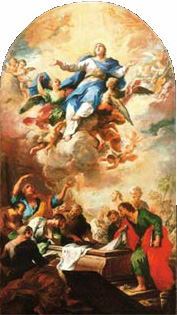
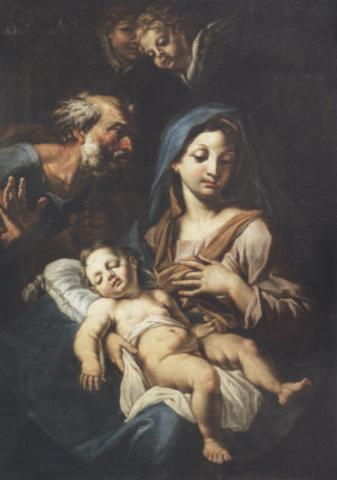
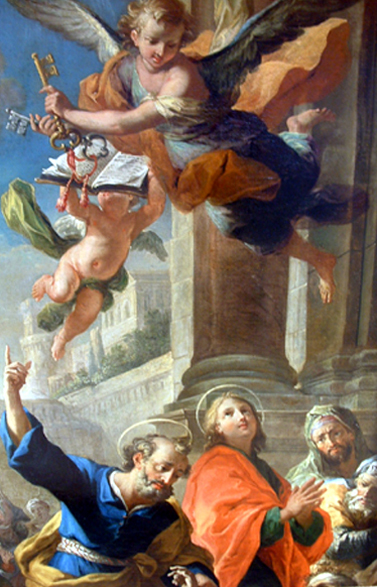
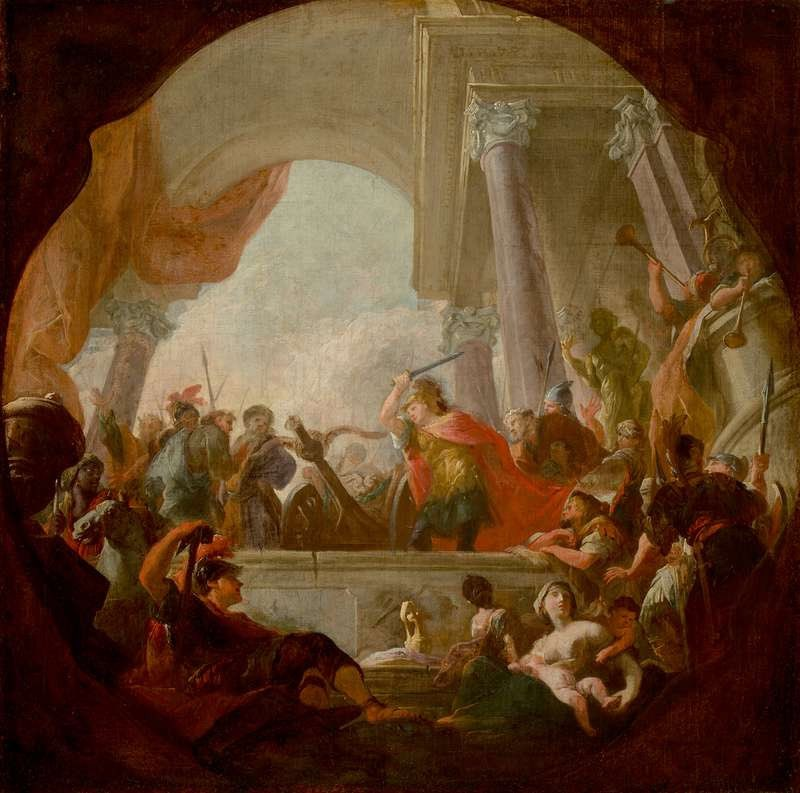
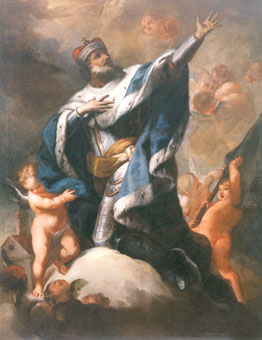
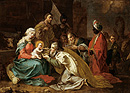
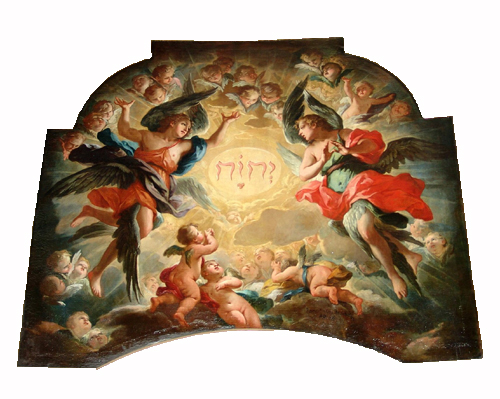